# Faustino Harrison
Faustino Harrison Usoz, né le 21 mai 1900 au département de Flores et mort le 20 août 1963 à Montevideo, est un notaire et homme d'État uruguayen.
Il est le président de l’Uruguay du 1er mars 1962 au 1er mars 1963 (Conseil national du gouvernement). 

## Biographie
Membre du Parti national, il est sénateur et député du département de Flores et maire de Florida. Il est célèbre pour sa phrase: « Une démocratie doit être donnée de vacances »,.